# Ariditätsindex
Ein Ariditätsindex ist ein numerischer Wert, um den Grad der klimatischen Trockenheit an einem gegebenen Ort zu quantifizieren und damit aride Klimatypen zu definieren.

## Beschreibung

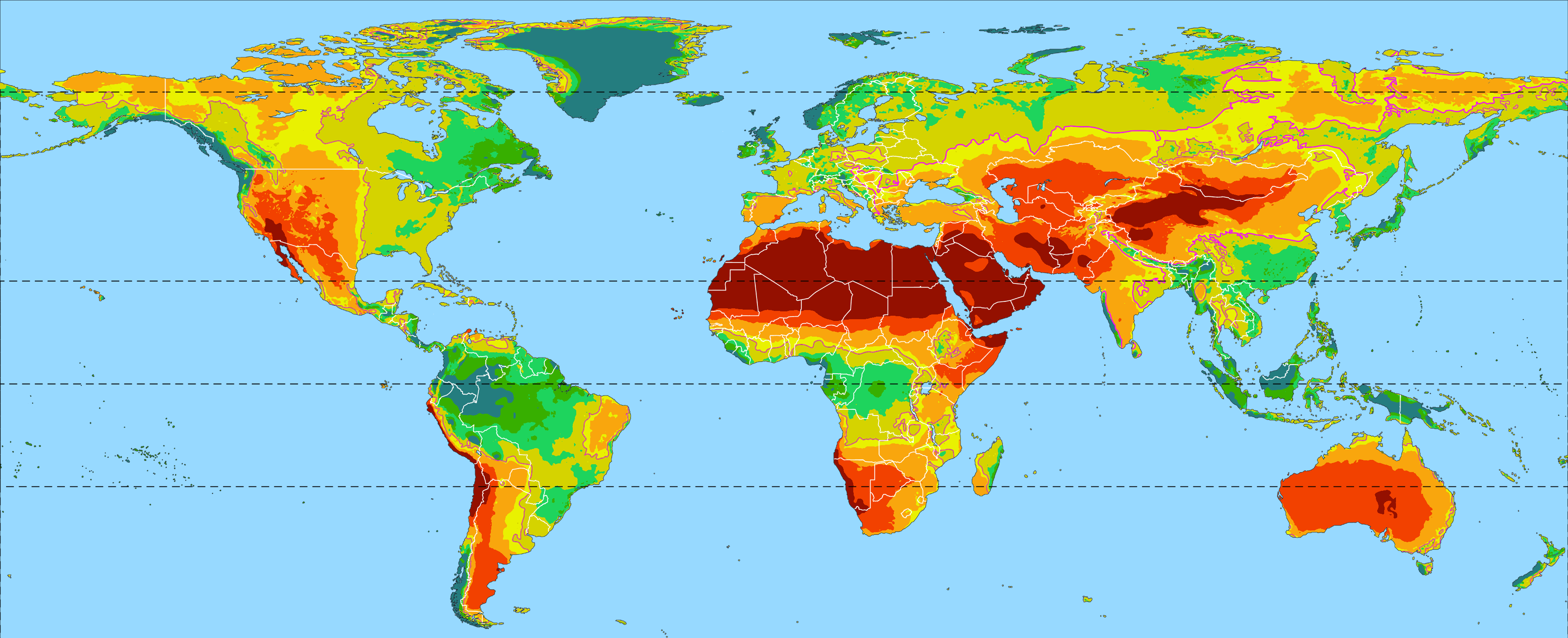
Die weltweite Verteilung der ariden und humiden Klimate 2022/23 nach UNEP-Klimaindex. 1990 waren 51 Millionen km² (41 % der Landoberflächen) nichtpolare Trockenräume und Lebensraum für mehr als 1/3 der Menschheit. Bis zum Ende des 21. Jahrhunderts wird erwartet, dass die Fläche auf 58 Millionen km² anwachsen wird.
hyper-arid
arid
semi-arid
dry sub-humid
– Grenze arid / humid
humid sub-humid
semi-humid
very humid
hyper-humid

Mithilfe eines Ariditätsindex lässt sich verfolgen, wie Effekte von Klimawandel lokale Wasserressourcen beeinflussen. Obwohl Einigkeit über die generelle Lage der ariden Regionen herrscht, gehen die Meinungen über die Methoden zur Bestimmung ihrer exakten Grenzen auseinander. So gibt es unterschiedlich definierte Ariditätsindizes. Die folgenden sind die gebräuchlichsten:

### Niederschlags-Ariditätsindex
Der einfachste Index basiert auf Niederschlagsmengen. Als aride werden diejenigen Regionen definiert, in denen die mittlere Jahresniederschlagshöhe weniger als 250 mm beträgt. In semiariden Regionen sind das 250 bis 500 mm. Diese Definition wurde vom Intergovernmental Panel on Climate Change verwendet.

### UNEP-Ariditätsindex
Nach Empfehlung von UNEP (United Nations Environment Programme) wird die klimatische Trockenheit durch einen Ariditätsindex AI definiert, der durch die Bildung des Quotienten mit dem Wert des jährlichen Niederschlags zum Wert der jährlichen potenziellen Evapotranspiration erhalten wird. Für die Klimaregionen der Trockengebiete ist dieser dimensionslose Index kleiner-gleich 0,65. Werden darüber liegende Werte in die Betrachtung einbezogen, spricht man auch vom Humiditätsindex.

### Thornthwaite-Feuchteindex
Das Thornthwaite-Schema für nichtpolare Trockengebiete definiert einen Index für Humidität und einen für Aridität, aus denen gewichtet ein dimensionsloser Feuchteindex berechnet wird. Von dem einhundertfachen des Wasserüberschusses, der sich in feuchten Monaten aus der positiven Differenz von Niederschlag (in cm) minus potenzielle Evaporation (in cm) ergibt, wird das sechzigfache des Wasserdefizits, das sich in trockenen Monaten aus der positiven Differenz von Evaporation (in cm) minus Niederschlag (in cm) ergibt, abgezogen. Das Zwischenergebnis wird durch den Wasserbedarf dividiert, der sich aus der Summe aller monatlichen Werte der potenziellen Evaporation (in cm) ergibt.

### Übersicht
| Definition der ariden Klimatypen durch verschiedene Ariditätsindizes | Definition der ariden Klimatypen durch verschiedene Ariditätsindizes | Definition der ariden Klimatypen durch verschiedene Ariditätsindizes | Definition der ariden Klimatypen durch verschiedene Ariditätsindizes |
| Bezeichnung                                                          | UNEP-Index                                                           | IPCC-Index [mm]                                                      | Thornthwaite-Index                                                   |
| -------------------------------------------------------------------- | -------------------------------------------------------------------- | -------------------------------------------------------------------- | -------------------------------------------------------------------- |
| hyperarid                                                            | < 0,05                                                               |                                                                      |                                                                      |
| arid                                                                 | 0,05–0,2                                                             | < 250                                                                | −40 bis −60                                                          |
| semiarid                                                             | 0,2–0,5                                                              | 250–500                                                              | −20 bis −40                                                          |
| trocken subhumid                                                     | 0,5–0,65                                                             |                                                                      |                                                                      |